# Bernhard Tittel
Bernhard Tittel, magyarosan Tittel Bernát (Bécs, 1873. január 6. – 1942. december 24.) osztrák karnagy, zeneszerző.

## Életútja
Az idősb Hellmesberger hegedűtanítványa volt, a bécsi udvari opera és a Hofkapelle (udari templom) zenekarának tagja. Még fiatalon Karlsruhéba Mottl Félix mellé került másodkarnagynak; 1901-ben Halléban, 1907-ben Nürnbergben működött, majd 1912-ben a bécsi Volksoper karmestere lett és zenekari hangversenyeket rendezett. 1915-ben az udvari opera dirigense lett, innen szerződtette a Magyar Királyi Operaház 1923 májusban karnagynak, s adta 1925 júniusában a főigazgatói címet. Aida és a Nibelung-triológia dirigálása voltak első tettei. Emlékezetes az 1925. december 19-iki estéje: ekkor századszor dirigálta A nürnbergi mesterdalnokokat. Még szerződtetése előtt több ízben állt a magyar filharmonikusok élén, olyan nagyszabású feladatokkal, minő Berlioz Faust elkárhozásának vezénylése. A Magyar Királyi Operaházat 1926-ban hagyta el. Jelentőségét az is bizonyítja, hogy 1927-ben Párizsban ő mutatta be Richard Strauss nagy Alpensymphonieját. Borgia Cézár vége (1906) c. operája több német színpadon sikert aratott; Magyarországon nem adták.